# Владимир Беляев
Владимир Беляев (на руски: Владимир Беляев) е съветски футболист и треньор.

## Биография
Роден е на 15 септември 1933 г. в Налчик, столица на тогавашната Кабардино-Балкарска автономна област.
Беляев започва кариерата си в Динамо Сталинград. През 1953 г. е привлечен в Динамо Москва, за който играе 12 сезона, като е резерва на Лев Яшин. За националния отбор на СССР, Беляев има 5 мача, допуска 8 гола (5 от които - в мача срещу Англия). Част от отбора за Световната купа през 1958 г.
След края на футболната си кариера работи в школата на Спартак Налчик, а след това – в школата на вратарите, организирана от Александър Апшев.
Умира на 23 януари 2001 г.

## Отличия

### Отборни
Динамо Москва
- Съветска Висша лига: 1957, 1959, 1963
- Купа на СССР по футбол: 1953